# نظریه پنجره شکسته

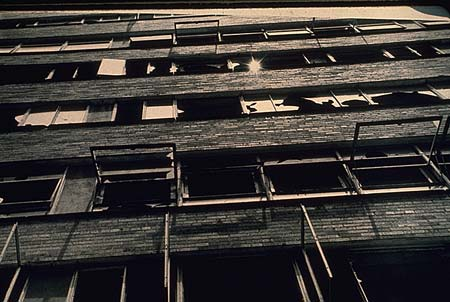
پنجره شکسته در ساختمان پرویت ایگو

نظریه پنجره شکسته نظریه‌ای در جرم‌شناسی و علوم اقتصاد است. این نظریه بیان می‌کند که نشانه‌های قابل مشاهده جرم، رفتار ضداجتماعی و بی‌نظمی سبب می‌شود جنایات و بی‌نظمی بیشتر، از جمله جرایم جدی به‌وجود آید. بر اساس این نظریه افراد یک جامعه دربارهٔ مسائل کلی توسط نشانه‌های جزئی داوری می‌کنند و دیدن یک پنجره شکسته در یک خانه، کارخانه یا نظایر آن، به شما این پیام را می‌دهد که در آن مکان اوضاع به‌سامان نیست.
نظریه بیان می‌کند که نظارت و نگهداری محیط‌های شهری در یک وضعیت خوب ممکن است از خراب‌کاری بیشتر و همچنین از تشدید جرم‌های جدی‌تری جلوگیری کند. این نظریه در سال ۱۹۸۲ توسط جیمز کیو. ویلسون و جرج ال. کلینگ در مقاله‌ای معرفی شد.
پس از آن بحث‌های زیادی در علوم اجتماعی و مجامع عمومی درگرفته است.
این تئوری به عنوان یک انگیزه برای اصلاحات در سیاست جنایی به کار گرفته شده است.
مطالعات تجربی زیادی دربارهٔ نظریه پنجره شکسته انجام شده است.

## منتقدان
این نظریه منتقدان زیادی نیز دارد.
یکی از انتقادهایی که بر این نظریه وارد می‌کنند دخالت بیش از حد، همراه با سخت‌گیری پلیس نسبت به شهروندان است. همچنین افزایش موارد سوءاستفاده پلیس از قدرت، موجب نارضایتی شهروندان و نهایتاً رودررویی آنها با دولت را در پی خواهد داشت، در حالی که ضرورت همکاری مردم در مبارزه مؤثر با جرم در یک کشور، همواره امری اجتناب‌ناپذیر است.

## در اقتصاد
در اقتصاد، پس نگرفتن جنس فروخته شده یا معطل شدن پشت تلفن برای راهنمایی گرفتن برای تعمیر یک وسیله و شنیدن چند باره موزیک انتظار، نوعی از پنجره شکسته است.

## مثال‌ها
ساختمانی را در نظر بگیرید که چند پنجره شکسته دارد.
اگر این پنجره‌ها تعمیر نشوند، احتمالاً افراد خرابکار، در هنگام مشاهدهٔ این ساختمان (در مقایسه با یک ساختمان سالم) تمایل بیشتری به تخریب سایر پنجره‌ها خواهند داشت.
حتی ممکن است وارد آن ساختمان شوند و اگر کسی ساکن آنجا نباشد، آنجا را اشغال کنند.
فرض کنید در یک پیاده‌رو، قطعاتی از زباله ریخته شود.
چند قطعه زباله جمع می‌شود و به سرعت زباله‌ها افزایش پیدا می‌کنند.
در نهایت، مردم ظرف غذاهای خود را آنجا رها خواهند کرد و حتی شاید به ماشین‌ها دستبرد زده شود.
سال‌هاست در پزشکی بحث بر این است که بهداشت بر درمان مقدم است. آمارها، پلیس و مردم هم نباید صرفاً به دنبال جرم‌ها و آسیب‌های فردی باشند که شاکی مشخص دارد.
باید بکوشیم جامعه‌ای را حفظ و نگهداری کنیم که هر جنسی از پنجره‌های شکسته را نداشته باشد.